# المهدي مبارك
المهدي المبارك (مواليد 22 يناير 2001) هو لاعب كرة قدم مغربي محترف يلعب في مركز الوسط مع نادي الوداد الرياضي معار من نادي العين.

## مسيرته الكروية
ظهر المهدي المبارك لأول مرة مع نادي الفتح الرياضي في 12 يناير 2020، حيث ظهر كبديل في مباراة ضمن منافسات الدوري المغربي لكرة القدم 2020–21 ضد نادي سريع وادي زم.

## مسيرته الدولية
كان المبارك ضمن القائمة النهائية للمشاركة في دورة اتحاد شمال أفريقيا تحت 20 سنة 2020 المؤهلة لكأس الأمم الأفريقية تحت 20 سنة 2021 وشارك في جميع المباريات. بلغ المبارك ربع نهائي كأس الأمم الأفريقية تحت 20 سنة 2021. تم اختياره في النهاية ضمن قائمة أفضل 11 لاعب في المسابقة.

## الإنجازات

### مع الأندية
الرجاء الرياضي
- الدوري المغربي : 2023–24
- كأس العرش : 2023

فردية
- جائزة أفضل لاعب شاب في الدوري المغربي : 2020–21